# G-PASS기업
G-PASS기업은 한국 정부조달시장 납품을 통해 기술성과 신뢰성을 인정받고, 해외시장에 대한 수출 경쟁력을 갖춘 기업으로, 대한민국 조달청에서 해외조달시장진출을 지원하는 기업을 말한다.
주요 지원 대상 국가는 조달시장 진출이 유망한 대륙별 거점 국가로 ‘16년 14개 지역으로 중국, 베트남, 인도네시아, 러시아, UAE, 미국, 터키, UN, 인도, ODA, 호주, 사우디, 미얀마, 우즈벡으로 이루어져 있으며, ‘16년 현재 275개사가 선정되었다.